# Ichthyophis supachaii
Espèce
Statut de conservation UICN

 DD  : Données insuffisantes
Ichthyophis supachaii est une espèce de gymnophiones de la famille des Ichthyophiidae.

## Répartition
Cette espèce est endémique de Thaïlande.  Elle se rencontre dans les provinces de Trang et de Nakhon Si Thammarat.
Sa présence en Malaisie péninsulaire est incertaine.

## Étymologie
Cette espèce est nommée en l'honneur de Supachai Vanijvadhana.

## Publication originale
- Taylor, 1960 : On the caecilian species Ichthyophis glutinosus and Ichthyophis monochrous, with description of related species. University of Kansas Science Bulletin, vol. 40, no 4, p. 37-120 (texte intégral).